# Valur Fannar Gíslason
Valur Fannar Gíslason (født 8. september 1977) er en islandsk fodboldspiller, der senest har spillet for Haukar. Han har sammen med sin bror, Stefán Gíslason, spillet i Arsenal F.C., under Arsène Wenger, men kun i en kort periode. Han har desuden spillet i Fram, Brighton & Hove Albion, Fylkir og Valur.